# Domicídio
Domicídio (do Latim domus, que significa casa ou moradia, e caedo, assassinato deliberado, usado aqui de forma metafórica) é a destruição intencional e sistemática de habitações e infraestrutura civil, a fim de tornar inabitável um dado território, forçando assim os moradores a se deslocarem para outros lugares.
O conceito de domicídio surgiu na década de 1970, mas adquiriu seu significado atual em 2022, após a apresentação do relatório de Balakrishnan Rajagopal, Relator Especial da ONU sobre o Direito à Moradia Adequada, No documento, Rajagopal argumentava que o direito internacional deveria ser alterado para considerar o domicídio como um crime de guerra.

## Exemplos
Exemplos históricos notáveis de domicídio incluem o Bombardeio de Tóquio pelos Estados Unidos, que foi o bombardeio não nuclear mais destrutivo e mortal da história humana, os bombardeios de Varsóvia e Dresden e a destruição perpetrada pelo Khmer Vermelho no Camboja.
Os bombardeios de Israel na Faixa de Gaza estão entre as campanhas mais destrutivas da história recente. Balakrishnan Rajagopal acusou Israel de cometer domicídio na Faixa de Gaza, durante a guerra em curso.
John Porteous e Sandra Smith, em seu livro Domicide: The Global Destruction of Home, também destacam a Indian Removal Act (Lei de Remoção dos Índios) como um caso definitivo de domicídio.

### Leitura complementar
- Rajagopal, Balakrishnan. "Domicide: The Mass Destruction of Homes Should Be a Crime Against Humanity" [Domicídio: A destruição em massa de casas deveria ser um crime contra a humanidade]. MIT Faculty Newsletter, janeiro-março de 2024, Vol. XXXVI (3).